# Gin Wigmore
Virginia Claire "Gin" Wigmore (Auckland, 6 de junho de 1986) é uma cantora e compositora da Nova Zelândia. Em 2009, ela gravou a música "Brother" com a banda Smashproof, que ficou por 11 semanas em 1º lugar no RIANZ (Recording Industry Association of New Zealand). Desde então lançou três álbuns que lideraram as paradas musicais em seu país.

## Vida Pessoal
Aos 16 anos, enquanto estava na Argentina, seu pai morreu de câncer na Nova Zelândia. Após seu retorno à Nova Zelândia, ela escreveu uma canção para expressar a dor de perder seu pai. Com uma dessas primeiras canções escritas, "Hallelujah", ela ganhou o International Songwriting Competition em 2004, vencendo 11.000 aspirantes em composição de músicas0 de 77 países para se tornar a mais jovem e única não inscrita vencedora do Grande Prêmio da história do ISC. "Hallelujah" também foi destaque no final da 6ª temporada de One Tree Hill.
"Hallelujah foi a minha maneira de contar a minha família que eu tinha lidado com a morte do meu pai e, honestamente, eu não quero compartilhar esses sentimentos com mais ninguém. Eu queria um momento para mim e para minha família." Esse momento é agora o centro pungente e potente da Extended Play em sua de estréia cinco faixas, lançada pela Island Records na Austrália em 02 de agosto de 2008.

## Vida Profissional

### Extended Play
Artigo Principal: Extended Play (Gin Wigmore EP)
Extended Play foi o primeiro EP de Gin. Foi produzido por Tony Buchen (Blue King Brown, The Whitlams, Macromantics, Kid Confucius) e contém as faixas "Hallelujah", "These Roses", "SOS", "Under My Skin" e "Easy Come Easy Go". Lançado em 2008, atingiu um pico de número dez nas paradas da Nova Zelândia. O EP ganhou o certificado de Platina na Nova Zelândia em 2 de maio de 2010, vendendo mais de 15.000 exemplares.
Extended Play foi lançado na Austrália em 2 de agosto de 2008 pela Island Records. Gin foi a primeira artista que assinou com a Island Records, uma empresa parceira da Universal Music Group, da Austrália.
O single "Under My Skin" foi apresentado na campanha publicitária Nothing To Hide da companhia aérea Air New Zealand.
O EP conta com a participação de um renomado músico australiano, John Butler, no ukulele na canção "SOS".
Gin fez uma turnê com o artista australiano Pete Murray, em agosto/setembro de 2008. Gin fez turnê em 2008, incluindo a Cross Town Revue em Auckland, Nova Zelândia, e em dezembro de 2008, fez turnê com os músicos John Mellencamp e Sheryl Crow na Nova Zelândia.
Lucy Wigmore, irmã de Gin, é uma atriz que interpretou Justine Jones na soap opera neozelandesa Shortland Street.
O single "Hallelujah" foi destaque no final da 6ª temporada de One Tree Hill.
A canção "Oh My" foi tema principal da série neozelandesa The Almighty Johnsons.

### Holy Smoke
A gravação da música e vídeo "Brother" da banda Smashproof, também de Auckland, Nova Zelândia, a destacou mais na música. A canção, "Brother", foi lançada no início de 2009.
Em 2009, Gin lançou seu álbum de estreia, Holy Smoke, gravado com a banda de apoio de Ryan Adams, The Cardinals.  O primeiro single do álbum, "Oh My", estreou no Official New Zealand Singles Chart no número 21 em 24 de agosto de 2009, passando para o número 7 na semana seguinte. Ele chegou a número 4.
Três outros singles foram lançados durante 2010, "I Do" alcançou o nº 14 na Official New Zealand Singles Chart, enquanto o terceiro single "Hey Ho" perdeu uma posição e saiu do top 20, ficando na posição 21. O quarto single de Holy Smoke foi "Too Late For Lovers", e apesar de bater número 3 no Airplay NZ40, o single não conseguiu quebrar o Top 40 nacional.
Durante a semana de 30 de maio de 2010, todos os quatro singles de Holy Smoke aparecera na NZ40 Airplay Chart:
"Too Late For Lovers" #7
" Oh My" #23
"Hey Ho" #24
"I Do" #37
O single "Oh My" apareceu durante o episódio "Tucson is the Gateway to Dick", segundo episódio da 2ª temporada de Hung.
O single "Hey Ho" tocou no final da 6ª temporada de Weeds.

### Gravel & Wine
O segundo álbum de Wigmore, Gravel & Wine, foi lançado na Nova Zelândia em 2011. Foi gravado em Santa Monica (Califórnia) com o produtor Butch Walker, e obteve inspiração nas viagens de Wigmore pelos estados do Mississippi e Alabama.
O primeiro single, "Black Sheep", apareceu em um trailer de Orange Is the New Black, bem como episódios das séries Grey's Anatomy, Teen Wolf, The Good Wife e Revenge A música de trabalho seguinte, "Man Like That" foi utilizada como trilha sonora  em uma propaganda da Heineken que fazia parte da campanha promocional de Skyfall. Wigmore participou do comercial, que contava com Daniel Craig como James Bond e a Bond Girl do filme Bérénice Marlohe. Outra canção, "Kill of the Night", foi usada em variadas mídias, como o filme Spy, a série 666 Park Avenue, e um comercial de Johnnie Walker.
Gravel & Wine foi lançado nos Estados Unidos em 2013, levando Wigmore a se apresentar no país, primeiro abrindo para Phillip Phillips, depois na 2013 Vans Warped Tour.

### Blood to Bone
Após voltar para seu noivo na sua casa em Sydney, Austrália, Wigmore decidiu que estava insatisfeita e precisava de mudanças na vida. Desmanchou o noivado, e se mudou para Los Angeles para iniciar um namoro com Jason Butler, vocalista da banda punk Letlive que Wigmore conheceu na Warped Tour. Em 2014, ambos se casaram numa cerimônia secreta no Havaí. Todas as experiências inspiraram Wigmore em seu terceiro álbum, Blood to Bone, produzido por Charlie Andrew (que trabalhou com a banda Alt-J) e lançado em 2015. O primeiro single, "New Rush", foi incluído na trilha do game FIFA 16.

## Discografia

### Álbuns de estúdio
| Ano  | Nome do álbum                                                                               | NZ | AUS | Certificações  |
| ---- | ------------------------------------------------------------------------------------------- | -- | --- | -------------- |
| 2009 | Holy Smoke - Lançado: 25 de setembro - Gravadora: Universal - Formato: Digital download, CD | 1  | -   | NZ: 4× Platina |
| 2011 | Gravel & Wine - 7 de Novembro - Gravadora: Universal - Formato: Digital download, CD        | 1  | 28  | NZ: 2x Platina |
| 2015 | Blood to Bone - 26 de Junho - Gravadora: Universal - Formato: Digital download, CD          | 1  | 13  |                |

### EPs
| Ano  | Nome do álbum                                                                               | NZ Chart | Certifications (sales thresholds) |
| ---- | ------------------------------------------------------------------------------------------- | -------- | --------------------------------- |
| 2008 | Extended Play - Lançado: 2 de Agosto - Gravadora: Universal - Formato: Download Digital, CD | 10       | NZ: Platina                       |
| 2010 | iTunes Session - Lançado: 19 de Março - Gravadora: Universal - Formato: Digital download    | —        |                                   |

### Singles
| Ano  | Nome                                         | NZ Chart | Certifications (sales thresholds) | álbum                          |
| ---- | -------------------------------------------- | -------- | --------------------------------- | ------------------------------ |
| 2008 | "Under My Skin"                              | —        |                                   | Extended Play (Gin Wigmore EP) |
| 2009 | "Oh My"                                      | 4        | NZ: Platina                       | Holy Smoke                     |
| 2009 | "I Do"                                       | 14       | NZ: Gold                          | Holy Smoke                     |
| 2010 | "Hey Ho"                                     | 21       |                                   | Holy Smoke                     |
| 2010 | "Too Late for Lovers"                        | —        |                                   | Holy Smoke                     |
| 2011 | "Black Sheep"                                | 13       | NZ: Platina                       | Gravel & Wine                  |
| 2012 | "Man Like That"                              | —        |                                   | Gravel & Wine                  |
| 2015 | "New Rush"                                   | 39       |                                   | Blood to Bone                  |
| 2015 | "Willing to Die" (featuring Logic and Suffa) | 88       |                                   | Non-album single               |

#### Participações
| Ano  | Nome                        | NZ Chart | Certifications (sales thresholds) | Álbum       |
| ---- | --------------------------- | -------- | --------------------------------- | ----------- |
| 2009 | "Brother" (with Smashproof) | 1        | NZ: 2x Platina                    | The Weekend |

#### Clipes
| Ano  | Título                 | Diretor(es)        |
| ---- | ---------------------- | ------------------ |
| 2008 | "These Roses"          | ?                  |
| 2008 | "Under My Skin"        | ?                  |
| 2008 | "S.O.S."               | Dan Reisinger      |
| 2009 | "Brother"              | Chris Graham       |
| 2009 | "Oh My"                | Stuart Gosling     |
| 2009 | "I Do"                 | Gemma Lee          |
| 2010 | "Hey Ho"               | Moh Azima          |
| 2010 | "Too Late for Lovers"  | Moh Azima          |
| 2011 | "Black Sheep"          | Sean Gilligan      |
| 2012 | "Man Like That"        | Sean Gilligan      |
| 2015 | "New Rush"             | Zachariah de Cairo |
| 2015 | "Written In The Water" | Zachariah de Cairo |
| 2016 | "Willing to Die"       | Lucy Wigmore       |

## Prêmios Musicais
| Ano  | Tipo                     | prêmio                                                     | Resultado |
| ---- | ------------------------ | ---------------------------------------------------------- | --------- |
| 2009 | New Zealand Music Awards | Vodafone: Single do ano (Smashproof featuring Gin Wigmore) | Indicado  |
| 2009 | New Zealand Music Awards | Single mas vendido (Smashproof featuring Gin Wigmore)      | Venceu    |
| 2010 | New Zealand Music Awards | Vodafone People's Choice Awards                            | Indicado  |
| 2010 | New Zealand Music Awards | Mazda: Melhor Artista Feminina Solo                        | Indicado  |
| 2010 | New Zealand Music Awards | Vodafone: Single do ano: Oh My                             | Indicado  |
| 2010 | New Zealand Music Awards | Melhor álbum Pop: Holy Smoke                               | Venceu    |
| 2010 | New Zealand Music Awards | Vodafone: Álbum do ano: Holy Smoke                         | Venceu    |
| 2010 | New Zealand Music Awards | Descoberta do Ano                                          | Venceu    |
| 2010 | New Zealand Music Awards | Álbum mais vendido: Holy Smoke                             | Venceu    |
| 2012 | New Zealand Music Awards | Vodafone's Single of the Year ("Black Sheep")              | Indicado  |
| 2012 | New Zealand Music Awards | Best Female Solo Artist                                    | Indicado  |
| 2012 | New Zealand Music Awards | Best Pop Album (Gravel & Wine)                             | Indicado  |
| 2012 | New Zealand Music Awards | Vodafone's People's Choice Award                           | Indicado  |
| 2012 | MTV Europe Music Awards  | Best Australia & New Zealand Act                           | Indicado  |
| 2015 | New Zealand Music Awards | Best Female Solo Artist (Blood to Bone)                    | Venceu    |
| 2015 | MTV Europe Music Awards  | Best New Zealand Act                                       | Indicado  |